# 蕭淵業
萧渊业（479年—526年），字静曠，梁武帝萧衍大哥蕭懿的长子。長沙元王。《梁書》《南史》为李淵避諱改为蕭業、蕭深業。
南齐为著作郎、太子舍人。永元2年（500年），蕭懿被殺害，淵業和弟弟蕭淵藻、蕭象逃亡。投奔蕭衍軍中，为寧朔将軍。中興2年（502年），担任輔国将軍、南琅邪郡清河郡二郡太守。天监2年（503年），嗣封長沙王，为冠軍将軍，转任秘書监。4年（505年），受位侍中。6年（507年），转任散騎常侍、太子右衛率，受位左驍騎将軍。5月为中護軍兼石頭戍軍事。7年（508年）2月，出任使持節、都督南兗兗徐青冀五州諸軍事、仁威将軍、南兗州刺史。8年（509年）10月，召还为護軍将軍。9年（510年），任中書令，受位安後将軍，駐屯琅邪郡、彭城郡，兼南琅邪郡太守。10年（511年），召为安右将軍、散騎常侍。14年（515年）9月，再任護軍将軍。領知南琅邪郡、彭城郡，駐屯琅邪。召還再为中書令。15年（516年）10月，出为轻車将軍、湘州刺史。
萧淵業篤信佛法，蕭衍非常赞赏。普通元年（520年）为護軍将軍。3年（522年），召还为散騎常侍。4年（523年），受位侍中、金紫光禄大夫。7年（526年），萧淵業去世。享年48岁。谥号元。有文集編集。

## 子
長沙章王蕭孝儼（498年 - 520年，字希庄，秘書郎、太子舎人）。

## 延伸阅读
[在维基数据编辑]
 《梁書/卷23》，出自姚思廉《梁書》

## 资料来源
- 《梁書》卷23 列传第17
- 《南史》卷51 列传第41